# Johann Christian Wilhelm von Lentken
Johann Christian Wilhelm Lentken, seit 1767 von Lentken, (* Mai 1737 in Berlin; † 30. September 1808 ebenda) war ein preußischer Generalmajor und Chef des 2. Artillerie-Regiments.

## Leben

### Herkunft
Seine Eltern waren Johann Heinrich Stephan Lentken und dessen Ehefrau Anna Charlotte, geborene von Michaelis.

### Militärkarriere
Lentken ging 1754 in das Feldartilleriekorps der Preußischen Armee. Dort wurde er 1756 Feuerwerker und nahm am Siebenjährigen Krieg teil. Bei der Belagerung von Schweidnitz wurde er verwundet, kämpfte weiter vor Breslau und Olmütz sowie bei den Schlachten von
Lobositz, Prag, Hochkirch, Leuthen, Breslau, Kunersdorf, Freiberg und Reichenbach. In der Zeit wurde er am 10. April 1758 Sekondeleutnant und am 27. Dezember 1761 Premierleutnant.
Nach dem Krieg am 25. Juni 1767 wurden er, sein Bruder und Vettern durch König Friedrich II. in den erblichen preußischen Adelsstand erhoben. Im gleichen Jahr wurde er am 2. Oktober 1767 auch Stabskapitän sowie am 21. September 1772 Kapitän und Kompaniechef. Als solcher nahm Lentken 1778/79 am Bayerischen Erbfolgekrieg teil. Am 23. November 1786 erfolgte die Beförderung zum Major und am 23. März 1790 wurde er nach Königsberg geschickt, um die dortigen Artillerieregimenter wieder auf Vordermann zu bringen. Danach am 21. Oktober 1790 wurde er Oberstleutnant.
Während des Ersten Koalitionskrieges wurde Lentken am 17. März 1793 dem Belagerungskorps vor Mainz zugeordnet. Seine Aufgabe bestand allerdings in der Aufsicht über die Lieferung von Belagerungsgeschützen und Munition aus Magdeburg. Er war auch am Beschuss von Landau und dem Gefecht bei Lippstadt beteiligt. Für Mainz erhielt er am 23. Juni 1793 den Orden Pour le Mérite. Am 2. Januar 1795 wurde er Oberst und am 11. April 1795 zum Kommandeur des 3. Artillerie-Regiments ernannt. Am 13. Dezember 1797 ernannte ihn der König zum Chef des 2. Artillerie-Regiments. Am 20. Mai 1800 erhielt Lentken die Beförderung zum Generalmajor mit Patent vom 28. Mai 1800. Aber schon am 9. September 1803 erhielt er seine Demission mit einer Pension von 1000 Talern. Lentken starb am 30. September 1808 in Berlin und wurde am 5. Oktober 1808 auf dem Garnisonfriedhof beigesetzt.

### Familie
Lentken heiratete 1778 Wilhelmine Henritte Dorothea Röse (1754–1818), eine Tochter des Kammerdirektors Röse. Aus der Ehe gingen die Töchter Charlotte Wilhelmine (1780–1790) und Philippine (* 1782) hervor.